# Badis siamensis
Badis siamensis es una especie de pez del género Badis, familia Badidae. Fue descrita científicamente por Klausewitz en 1957.
Se distribuye por Asia: endémica de Tailandia. La longitud estándar (SL) es de 3,9 centímetros. Especie bentopelágica que habita en aguas dulces.
Está clasificada como una especie marina inofensiva para el ser humano.